# Saint-Laurent-des-Bois, Eure

Saint-Laurent-des-Bois este o comună în departamentul Eure, Franța. În 1 ianuarie 2022 avea o populație de 245 de locuitori.